# Mavis Grind

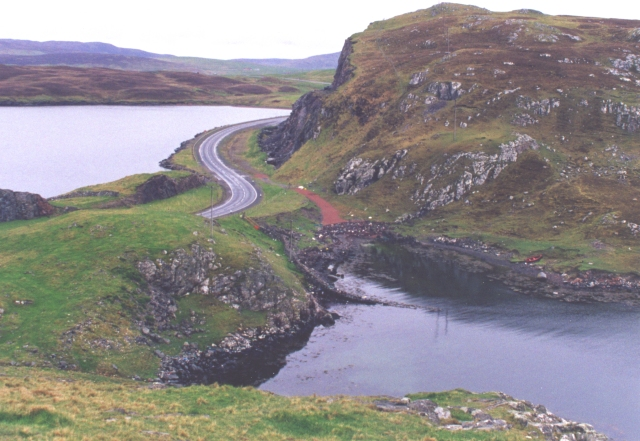
La A970 sur Mavis Grind. À droite, une branche de l'océan atlantique et à gauche, Sullom Voe, une crique de la mer du Nord.

Mavis Grind est un isthme britannique reliant la presqu'île de Northmavine au reste de Mainland, une île de l'océan Atlantique relevant de l'archipel écossais des Shetland. Mavis Grind signifie « la porte de l'isthme » dans le dialecte local, cet isthme ne mesurant qu'une trentaine de mètres à l'endroit le plus étroit. La route A970 y passe en direction de Hillswick, au nord-ouest des Shetland, et se trouve à quelques kilomètres du village de Brae.
En raison de l'étroitesse de l'isthme, il est dit qu'il s'agit du seul endroit au Royaume-Uni où on peut lancer une pierre par-dessus terre de la Mer du Nord à l'Océan Atlantique. Il s'agit d'un point de passage régulier pour les loutres, qui dans les Shetland vivent en mer : ainsi, c'est également l'un des rares endroits au Royaume-Uni, sinon le seul, où un panneau routier prévient les conducteurs qu'ils peuvent croiser des loutres.